# Luz dos Meus Olhos
Luz dos Meus Olhos é um filme brasileiro de drama de 1947,  dirigido por José Carlos Burle e escrito por ele e Alinor Azevedo . Foi o primeiro filme estrelado por Cacilda Becker. Esse filme foi considerado perdido por muitos anos, mas na década de 1990 fora descoberta uma cópia, o filme teve sua parte final perdida.

## Sinopse
Roberto (Celso Guimarães) é cego e afina pianos, isolado do mundo e magoado por ter abandonado sua promissora carreira como pianista devido ao acidente que lhe tirou a visão. Certo dia, Roberto reencontra Suzana (Cacilda Becker), o grande amor de sua vida e a antiga paixão volta com força total. Mas, há um problema: o noivado de Suzana pode colocar tudo a perder, separando o apaixonado casal mais uma vez.

## Elenco[2]
- Cacilda Becker como Suzana
- Celso Guimarães  como Roberto
- Grande Otelo como Basílio
- Heloísa Helena
- Luiza Barreto Leite
- Zizinha Macedo
- Manuel Pêra